# فخري باشا
فخري باشا أو فخر الدين باشا (1868 - 22 نوفمبر 1948) و يعرف أيضًا بـ(نمر الصحراء) ولقبه الإنكليز بـ(النمر التركي) ،هو آخر الأمراء العثمانيين على المدينة المنورة ما بين (1916-1919) ،واشتُهر بدفاعه عنها عندما قامت قوات القبائل العربية بمساعدة بريطانيا بمحاصرتها لطرد العثمانيين.

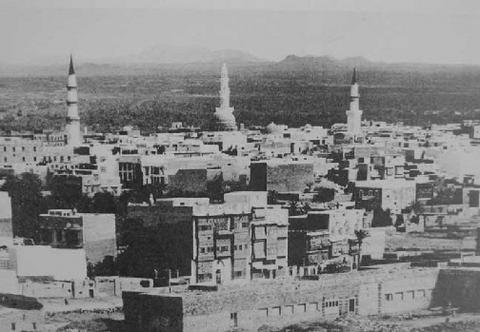
المدينة قديماً

## مولده وحياته المبكرة
هو عمر فخر الدين بن محمد ناهد بن عمر، المشهور (بفخري باشا) ولد في مدينة روسجوك العثمانية (روسه اليوم) سنة 1869م، أمه هي فاطمة عادل خانم وأبوه هو محمد ناهد بك، انتقلت عائلته إلى الآستانة بسبب الحرب الروسية العثمانية  عام 1878.

## سيرته
التحق بالمدرسة الحربية في الآستانة وتخرج منها عام 1888م، وكان الأول على زملائه والتحق بدورات ملازمي الفرسان وأركان حرب. وعمل في الجيش الرابع في إزرنجان، وكان متميزًا في عمله، رقي عام 1908م إلى رتبة وكيل رئيس أركان الجيش الرابع، وشارك في حرب البلقان، وفي مطلع الحرب العالمية الأولى عين وكلاً لقائد الجيش الرابع المرابط في سورية، ثمّ كُلِّف بالسفر إلى المدينة للوقوف على أحوالها، فوصلها والشريف حسين يُعد لثورته على الخلافة العثمانية، ورفع تقريراً لقيادته بذلك، فثبت في المدينة المنورة قائداً لحملة الحجاز في 17 يوليو 1916م وأضيف إليه منصب محافظ المدينة المنورة في 28 أبريل 1917م، وأدار العمليات العسكرية التي قاومت قوات الشريف حسين وحلفائه حتى سقوط تركيا بيد الحلفاء وتوقيع هدنة رودس في 30 أكتوبر 1918م.

## فخري باشا حاكم المدينة المنورة
فخري باشا هو آخر حاكم عثماني يلي المدينة المنورة، وكان يتبعه جيش مكون من نحو 70 ألف جندي مجهز بالأسلحة الخفيفة والمدفعية التقليدية، وإبان الثورة العربية الكبرى هجر فخري باشا جميع أهالي المدينة المنورة، فلحق بعضهم بالبدو حوالي المدينة ، أو بمدن حجازية كمكة وجدة وينبع وحائل، بينما لحق أغلبهم بالبلدان الإسلامية كمصر والشام والعراق وتركيا والهند واليمن، حتى خلت المدينة من السكان تمامًا، ولم يبق فيها غير الجند، وحاصر الأشراف ومن معهم من القبائل العربية المدينة المنورة لبضعة أشهر ، ولعب القطار في سكة حديد الحجاز دورًا كبيرًا في نقل المدنيين إلى بلدان آمنة، وطوع موظفوا الخط الحديدي أنفسهم لهذا العمل كخدمة إنسانية بلا مقابل، بينما صدرت إلى فخري باشا الأوامر من استانبول بتسليم المدينة فرفضها واستمر في المقاومة نحو خمسة أشهر اضطر بعدها للاستسلام بضغط من زملائه وقيادته الذين تهددوه؛ فاعتقل في مصر، ثم مالطا لمدة ثلاث سنوات، عاد بعدها إلى بلاده وتولى عدة مناصب سياسية وإدارية. في حين أن بعض المؤرخين يصفونه بالغباء لامتلاكه جيشاً عظيماً لم يستغله في السيطرة على الحجاز برمته ما لو أراد .[بحاجة لمصدر]

## استسلامه
بعد أن اشتد الحصار عليه في المدينة المنورة من قبل القوات العربية بقيادة عبد الله بن الحسين والمعسكره في بير درويش بالفريش، ذهب للفريش واستسلم الي قوات الشريف عبد الله بن الشريف حسين المعسكرة في بئر درويش (الفريش). استقبله الشريف عبد الله بن الشريف حسين في بئر درويش، استقبالا رسميا، حرص على أن يرضى به كرامة الرجل وكبرياءه بالحفاوة البالغة والموافقة على كل شرط من شروطه دون أي نقاش.

## عودة أهالي المدينة
في الحقيقة ليس كل أهالي المدينة الذين تم تهجيرهم كانوا قد عادوا إليها، إذا إن بعضهم قد فقد أو مات في دار هجرته، أو فضل البقاء هناك، أو عجز على العودة إلى بلاده، وفقد كثير من الأهالي أموالهم، أو وجدوا بيوتهم مهتوكة، فحنقوا كثيرًا على فخري باشا الذي تسبب لهم بكثير من العناء.

## وفاته
توفي في 22 نوفمبر 1948م عن عمر يناهز 79 عاما في اسطنبول ودفن بناءً على طلبه في قلعة (روملي حصار)

## وصلات خارجية
- مركز بحوث ودرسات المدينة المنورة

| المناصب السياسية | المناصب السياسية                          | المناصب السياسية         |
| ---------------- | ----------------------------------------- | ------------------------ |
| سبقه بصري باشا   | أمراء وحكام المدينة المنورة 1916م - 1919م | تبعه شرف بن راجح بن فواز |